# Bioplastic

Emblem von Attica

Attica

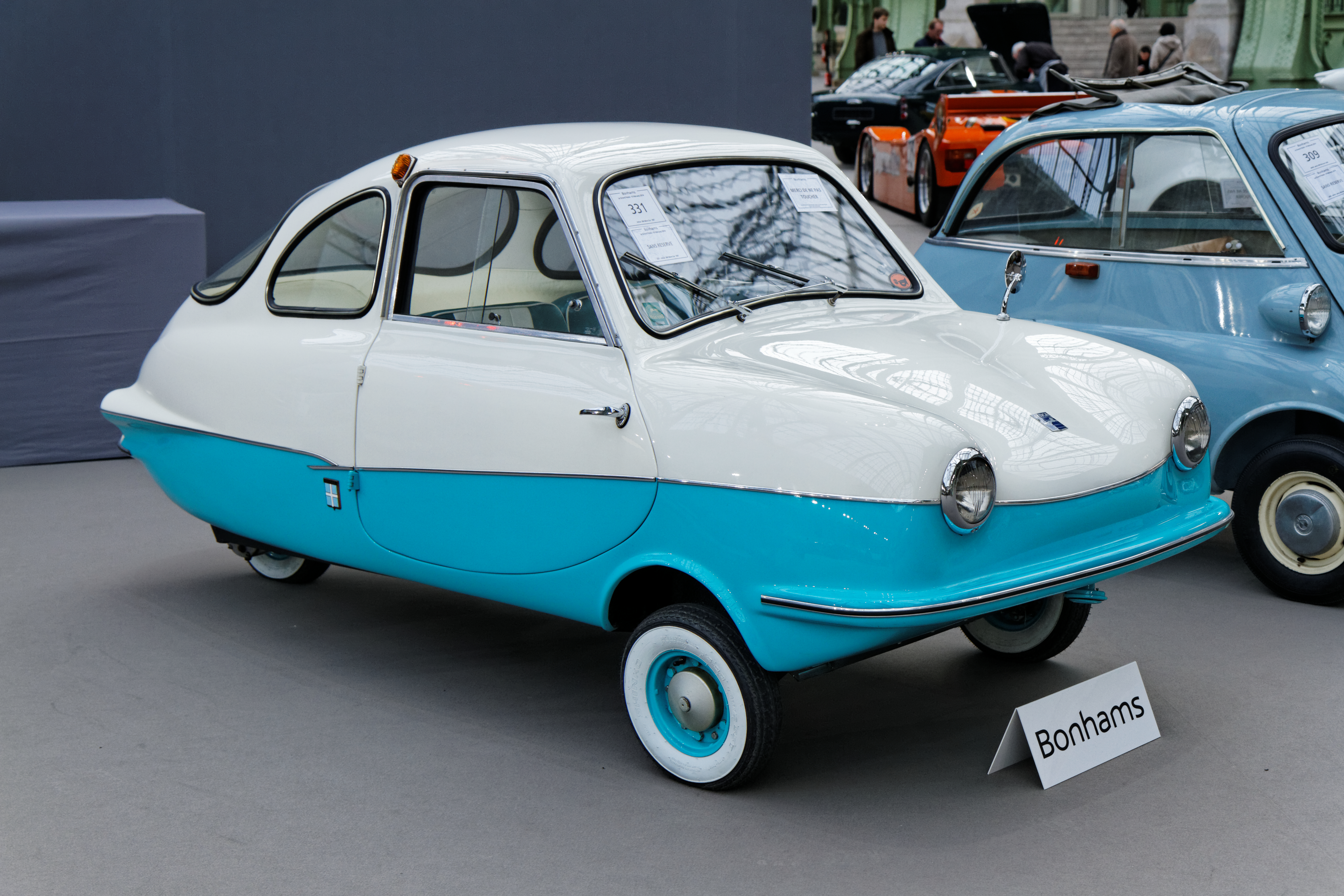
Attica

Bioplastic Co. Ltd. war ein Automobilhersteller aus Griechenland.

## Unternehmensgeschichte
Das Unternehmen befand sich in Piräus. Georgios Dimitriadis war der Leiter. 1964 erwarb er eine Lizenz von Fuldamobil und begann mit der Produktion. Der Markenname lautete Attica. 1968 geriet das Unternehmen in finanzielle Schwierigkeiten und veräußerte die Lizenz an Alta. Das Unternehmen fertigte außerdem Fahrzeuge nach einer Lizenz des israelischen Herstellers Autocars Company Ltd. Nutzfahrzeuge wurden unter dem Markennamen Delta angeboten.

## Fahrzeuge

### Attica
Das Modell nach Fuldamobil-Lizenz war ein Dreirad. Das einzelne Rad befand sich hinten. Für den Antrieb sorgte ein Einzylindermotor von Heinkel mit 198 cm³ Hubraum. 1966 ergänzte eine offene Version namens Cabrioletta das Angebot. Insgesamt entstanden etwa 100 oder einige Hundert geschlossene sowie einige offene Fahrzeuge.

### Attica Carmel 12
Der Carmel 12 war ein Mittelklassefahrzeug und entsprach dem Sabra Carmel der Autocars Company Ltd.

### Delta
Dies waren dreirädrige Nutzfahrzeuge mit einem einzelnen Vorderrad.